# Fredrik Berglund
Fredrik Berglund (* 21. März 1979 in Borås) ist ein ehemaliger schwedischer Fußballspieler. Der Stürmer, der mehrfach in der schwedischen Nationalmannschaft zum Einsatz kam und mit ihr 2001 den thailändischen King’s Cup gewann, wurde in der Spielzeit 2000 Torschützenkönig der Allsvenskan, holte ein Jahr später mit IF Elfsborg den schwedischen Pokal und wurde 2007 mit dem FC Kopenhagen dänischer Meister.

## Werdegang

### Karrierebeginn und Nationalmannschaftsdebüt
Berglund begann mit dem Fußballspielen bei Byttorps IF. 1993 wechselte er zur Jugendabteilung von IF Elfsborg. Für den Verein aus seiner Heimatstadt Borås begann er zwei Jahre später seine Profikarriere in der zweitklassigen Division 1 Södra. Als Staffelsieger gelang ihm mit der Mannschaft in der folgenden Spielzeit der Aufstieg in die Allsvenskan. Nach Jahren im hinteren Mittelfeld des schwedischen Oberhauses verhalf er mit seinen 18 Saisontoren, mit denen er vor Marcus Allbäck und Gustaf Andersson den Titel des Torschützenkönigs ergatterte, zum fünften Tabellenrang.
Vor Beginn der anschließenden Saison wurde Berglund erstmals in den Kader der schwedischen Nationalmannschaft berufen. Beim 4:1-Erfolg über die thailändische Nationalmannschaft am 10. Februar 2001 konnte er sich wie der ebenso debütierende Stefan Selakovic, für den er in der 64. Spielminute eingewechselt wurde, in die Torschützenliste eintragen, als ihm der Treffer zum zwischenzeitlichen 3:1 gelang. Eine Woche später krönte er sein drittes Länderspiel mit dem Gewinn des King’s Cup. Im Mai des Jahres erreichte er mit dem Klub das Pokalfinale. Durch einen Erfolg im Elfmeterschießen über den Ligarivalen AIK, bei dem er bis zur 113. Spielminute auf dem Platz stand und für Niklas Gudmundsson ausgewechselt wurde, errang er seinen ersten Vereinstitel.

### Auslandsstationen in den Niederlanden und Dänemark
Im Sommer 2001 wechselte Berglund in die Niederlande zu Roda JC Kerkrade. In der Ehrendivision konnte er sich jedoch nicht längerfristig durchsetzen, da er nicht mit dem beim niederländischen Klub praktizierten 4-3-3-System zurechtkam. Nach zwei Spielzeiten, in denen er zu Spielbeginn meistens auf der Bank Platz nehmen musste, wechselte er auf Leihbasis zurück nach Schweden. Bei seiner ersten Profistation IF Elfsborg kam er regelmäßig zum Einsatz und konnte vier Tore erzielen. Nach Abschluss der Spielzeit in Schweden im Herbst kehrte er zu Roda in die Niederlande zurück, konnte sich aber erneut nicht beim Klub etablieren.
Im Frühjahr 2004 wechselte Berglund erneut den Klub. Bei seinem neuen Arbeitgeber Esbjerg fB in der Superliga feierte er ein erfolgreiches Debüt und glänzte als mehrfacher Torschütze und -vorbereiter. Am Ende erreichte er mit dem Klub den dritten Tabellenrang und schaffte somit die Qualifikation für den UEFA Intertoto Cup und die neu geschaffene Royal League. In der folgenden Spielzeit bewies er seine Torgefährlichkeit und belegte mit einem geschossenen Tor weniger hinter Steffen Højer von Odense BK, dem 20 Saisontore gelangen, den zweiten Rang in der Torschützenliste. Nach Saisonende meldeten mehrere schwedische Zeitungen bereits einen Wechsel Berglunds zum türkischen Klub Gençlerbirliği, der Spieler blieb jedoch letztendlich in Dänemark. Nach einer weiteren Spielzeit, in der er mit 14 Saisontoren erneut zu den besten Torschützen der Liga gehörte, gab er einen Wechsel innerhalb Dänemarks bekannt.
Beim Ligakonkurrenten FC Kopenhagen unterschrieb Berglund einen Vier-Jahres-Vertrag. In Diensten seines neuen Klubs stellte Berglund am 26. November 2006 einen neuen Ligarekord auf, als er im 93. Ligaspiel in Dänemark sein 50. Ligator erzielte und damit die vormals gültige Bestmarke von Erik Bo Andersen unterbot, die bei 97 Spielen stand. Am Ende der Spielzeit, in der er für seinen Klub in der Champions League aufgelaufen war, wurde er dänischer Meister.

### Rückkehr nach Schweden
Trotz des Erfolges in Dänemark kehrte Berglund im Sommer 2007 nach Schweden zurück. Für eine Ablösesumme von ungefähr 10 Millionen schwedischen Kronen schloss er sich seinem alten Klub IF Elfsborg an, bei dem er einen bis Ende 2011 gültigen Kontrakt unterschrieb. Bis Saisonende wurde er von Trainer Magnus Haglund elfmal eingesetzte und konnte dabei drei Tore erzielen. In der Spielzeit 2008, seiner ersten kompletten Saison in Schweden seit der Torschützenkönigs-Spielzeit 2000, schwankte er zwischen Startelf und Ersatzbank. Dennoch kam er in 24 der 30 Saisonspiele zum Einsatz und konnte acht Treffer markieren.
Kurz vor Ende der Transferperiode am 1. April 2009 wechselte Berglund auf Leihbasis abermals ins Ausland und schloss sich dem amtierenden norwegischen Meister Stabæk Fotball an, bei dem er in der Tippeligaen an der Seite seines Landsmanns Daniel Nannskog im Sturm spielte. Nach seiner Rückkehr im Dezember 2009 kam er bei Elfsborg zu weiteren zehn Einsätzen, bevor er Ende 2010 seine Karriere beendete.